# Třebešice (Benešovi járás)
Třebešice település Csehországban, a Benešovi járásban. Třebešice Struhařov, Divišov, Litichovice, Bílkovice és Teplýšovice településekkel határos. Lakosainak száma 116 fő (2024. január 1.).

## Népesség
A település lakosságának változását az alábbi diagram mutatja:
| Lakosok száma | 321  | 338  | 260  | 159  | 95   | 76   | 90   | 90   | 106  | 116  |
|               | 1869 | 1890 | 1921 | 1950 | 1980 | 2001 | 2017 | 2019 | 2022 | 2024 |